# Звірів (зупинний пункт)
Зві́рів — пасажирський залізничний зупинний пункт Рівненської дирекції Львівської залізниці.
Розташований поблизу села Звірів Ківерцівського району Волинської області на лінії Здолбунів — Ковель між станціями Ківерці (8 км) та Олика (13 км).
Станом на березень 2019 року щодня п'ять пар електропоїздів прямують за напрямком Ковель-Пасажирський/Луцьк — Здолбунів.